# Bánk, Nógrád
Bánk (în slovacă Banka) este un sat în districtul Rétság, județul Nógrád, Ungaria, având o populație de 685 de locuitori (2011).

## Demografie
Componența etnică a satului Bánk
     Maghiari (71,09%)
     Slovaci (27,46%)
     Necunoscut (0,79%)
     Germani (0,66%)
     Alții (0,79%)
Componența confesională a satului Bánk
     Luterani (45,26%)
     Romano-catolici (16,35%)
     Fără religie (4,67%)
     Reformați (4,23%)
     Necunoscută (28,61%)
     Atei (0,88%)
     Alte religii (1,46%)
Conform recensământului din 2011, satul Bánk avea 685 de locuitori. Din punct de vedere etnic, majoritatea locuitorilor (71,09%) erau maghiari, cu o minoritate de slovaci (27,46%). Apartenența etnică nu este cunoscută în cazul a 0,79% din locuitori. Nu există o religie majoritară, locuitorii fiind luterani (45,26%), romano-catolici (16,35%), persoane fără religie (4,67%) și reformați (4,23%). Pentru 28,61% din locuitori nu este cunoscută apartenența confesională.